# پائولو بونوینو
پائولو بونوینو (ایتالیایی: Paolo Buonvino؛ زادهٔ ۱۹۶۸ میلادی) آهنگساز، تنظیم‌کننده و رهبر ارکستر اهل ایتالیا است.
از فیلم‌ها یا مجموعه‌های تلویزیونی که وی در آن‌ها نقش داشته است، می‌توان به بانو با رخپوش سیاه، میدان پنج ماه، راهنمای عشق ۳، فراری، پادره پیو: مرد کرامات و مرا به خاطر بسپار، عشق من اشاره نمود.